# Śmiertelna gorączka 3
Śmiertelna gorączka 3 (ang. Cabin Fever: Patient Zero) – amerykański horror z 2014 roku w reżyserii Kaare Andrewsa. Prequel horrorów Śmiertelna gorączka (2002) Eliego Rotha oraz Śmiertelna gorączka 2 (2009) Ti Westa (2009). W rolach głównych wystąpili Sean Astin, Jillian Murray, Currie Graham i Lydia Hearst. Zdjęcia kręcono na Dominikanie.
Premiera miała miejsce 6 lutego 2014 roku, kiedy film zadebiutował na ekranach kin w Niemczech i Rosji.

## Opis fabuły
Karaiby. W wyniku wypadku okrętu badawczego dochodzi do uwolnienia śmiercionośnego wirusa. Na niebezpieczeństwo narażona jest grupa naukowców oraz młodzi przyjaciele, świętujący nadchodzący ślub jednego z nich.

## Obsada
- Sean Astin − Porter
- Currie Graham − dr Edwards
- Jillian Murray − Penny
- Ryan Donowho − Dobs
- Brando Eaton − Josh
- Mitch Ryan − Marcus
- Solly Duran − Camila
- Lydia Hearst − Bridget
- Claudette Lali − Kate